# Il nonno di se stesso
Il nonno di se stesso (Roswell That Ends Well) è il diciannovesimo episodio della terza stagione della serie animata Futurama. La trasmissione originale è avvenuta il 9 dicembre 2001 sull'emittente Fox, mentre quella italiana è avvenuta il 28 agosto 2003 su Italia 1. Il codice di produzione è 3ACV19.
L'episodio, vincitore di un Emmy Award e di un Annie Award, tratta il tema del cosiddetto incidente di Roswell avvenuto l'8 luglio 1947.

## Trama
Il professor Farnsworth, Fry, Leela, Bender e il dottor Zoidberg lasciano provvisoriamente New New York a bordo della navetta Planet Express, per andare ad assistere nello spazio all'incredibile fenomeno di una gigantesca supernova che si prepara a esplodere. Nell'attesa dell'evento, Fry cucina dei pop-corn nel forno a microonde dell'astronave; nonostante la cosa sia sconsigliata, il ragazzo non bada alle avvertenze, dando così origine a delle particolari radiazioni blu. Nel frattempo, la supernova esplode creando anch'essa delle particolari radiazioni di colore rosso; scontrandosi con le altre, provocano una carica elettrica che trasporta l'equipaggio in un cunicolo spazio-temporale, riportandoli all'apparenza di nuovo sulla Terra. Nel tentativo di atterrare con la navetta, Leela si rende però conto dell'insolita assenza di traffico e della mancanza dei segnali di posizionamento: costretta a un atterraggio d'emergenza, invita tutti a mettere le cinture di sicurezza; nello schianto, la navicella si guasta e Bender (che non aveva dato ascolto a Leela) vola fuori dal finestrino, scontrandosi col suolo e frantumandosi in mille pezzi, di cui rimane integra solo la testa. Leela ordina quindi a Zoidberg di recuperare il corpo del robot, mentre gli altri si affrettano ad aggiustare la navetta. Nel fare ciò, il dottor Zoidberg viene però catturato dai militari di stanza nella vicina base dell'esercito, che sequestrano e analizzano anche i resti del corpo di Bender.
Nel frattempo, il professore scopre che, a causa dell'esplosione della supernova, l'equipaggio ha viaggiato indietro nel tempo, venendo trasportato al 9 luglio 1947 nella cittadina di Roswell, nel Nuovo Messico. Dal giornale del luogo vengono a sapere del misterioso ritrovamento di un velivolo alieno, che altri non è che il corpo di Bender: capiscono così di essere loro i responsabili del famoso incidente di Roswell, e che è quindi Zoidberg l'extraterrestre catturato nell'occasione. L'unica possibilità che avevano per tornare nel futuro era di usare le radiazioni delle microonde per attraversare il buco nero da loro creato prima che si chiuda, ma sfortunatamente il forno si è rotto nell'impatto. Leela e il prof cercano così di acquistarne uno nuovo in un negozio della città, ma non riuscendoci (non essendo questa tecnologia ancora in commercio negli anni quaranta), adocchiano un'antenna radar a microonde all'interno della base militare, che Leela vorrebbe rubare: questo cambierebbe però il continuum spazio-temporale della storia, e Farnsworth, in quanto scienziato, non è d'accordo con questa scelta.
Intanto Fry, per recuperare il corpo di Bender, s'intrufola nella base militare incontrando suo nonno Gavinus, all'epoca un soldato in servizio proprio a Roswell, ma nonostante il professore gli avesse proibito di interagirci, per non alterare il continuum, Fry diventa ossessionato dal proteggerne la vita (e la fertilità) quindi, ritenendo la base troppo pericolosa, lo porta in città. I due si fermano quindi alla tavola calda dove lavora Mildred, l'allora fidanzata di Gavinus, destinata in futuro a diventare la nonna di Fry, la cui ossessione peggiora ulteriormente quando, parlandoci, il nonno gli confessa di essere attratto dagli uomini: preso dalla smania di assicurare la propria esistenza, Fry rinchiude Gavinus in una desolata casetta in un'area desertica, finendo così per ucciderlo essendo in realtà essa il sito di un test nucleare. Dopo aver confessato l'accaduto al prof e a Leela, tutti si chiedono perché Fry sia ancora in vita. Intanto, Mildred riceve la triste notizia circa la perdita del suo fidanzato, così Fry decide di consolarla e di accompagnarla a casa: per la solitudine, Mildred cerca di sedurre Fry, e il ragazzo, concludendo che il suo essere ancora vivo implichi che Gavinus e Mildred non fossero davvero i suoi nonni, cede e passa la notte insieme a lei. Solo al risveglio Farnsworth gli rivela che Mildred è davvero sua nonna quindi, dopo essere andato a letto con lei, Fry è paradossalmente diventato il nonno di se stesso. A questo punto, il prof capisce che la situazione è colma e, lasciando perdere le implicazioni del continuum spazio-temporale, decide che è giunto il momento di lasciare a tutti i costi il XX secolo per ritornare nel 3002. Il passato dovrà aggiustarsi da solo, come ha fatto con Fry.
Nel frattempo, Zoidberg viene interrogato alla base dalle autorità militari, le quali, dopo aver sperimentato il nutrimento del crostaceo, decidono di contattare il presidente Harry Truman per metterlo al corrente degli avvenimenti (mostrandogli anche il bizzarro velivolo da loro ricostruito con i resti di Bender). Mentre il dottor Zoidberg viene sottoposto a una vivisezione, Fry, Leela, Hubert e Bender irrompono nella base militare con la navetta Planet Express, seminando il panico tra i militari. Dopo aver salvato il dottore e aver recuperato il corpo di Bender, rubano la preziosa antenna radar; dopodiché fuggono a tutta velocità per tornare nel buco nero, giusto in tempo prima che questo si richiuda per sempre. Sfortunatamente, Bender cade dalla navetta e rimane intrappolato nella Roswell del passato, mentre gli altri ritornano a casa nel futuro. Il robot sembra perso per sempre, ma Fry capisce che l'amico, non essendo un essere umano, può essere ancora vivo dopo più di mille anni: infatti, la sua testa viene ritrovata dagli amici nello stesso punto dov'era caduta il millennio prima, e dov'è rimasta sepolta per tutti questi secoli.

## Produzione
Il gruppo di scrittura di Futurama ebbe l'idea di questo episodio durante la stesura delle trame del Gioco del Se Fossi 2. La trama del Nonno di se stesso fu proposta come segmento del precedente episodio, ma alla fine si decise di spostarla in un episodio a parte. Inizialmente si pensò a un viaggio nel tempo che potesse corrispondere alle domande del «Se fossi...»; Matt Groening e David X. Cohen decisero però di creare un viaggio temporale che non portasse a dei paradossi che confondessero i fan, così usarono come stratagemma l'esplosione della supernova.
Questo episodio, il cui regista è Rich Moore, fa parte dei quattro episodi di Futurama in cui i personaggi viaggiano nel tempo; gli altri tre sono Il colpo grosso di Bender, Fry il ritardatario e Tutte le teste dei presidenti.
Il nonno di se stesso è uno degli episodi favoriti di Groening. Anche la produttrice Claudia Katz ha affermato che questo è stato uno dei suoi tre episodi preferiti di Futurama fin dall'inizio della serie.

## Riconoscimenti
L'episodio fu il primo di Futurama a vincere nel 2002 un Emmy Award nella categoria "miglior serie animata". Sempre nello stesso anno Rich Moore ha vinto un Annie Award per la regia dell'episodio. Nel 2006, il sito web IGN l'ha inoltre classificato come sesto miglior episodio nella storia della serie. Sci-Fi Weekly ha infine dato all'episodio un voto di grado A, motivando ciò col fatto che fosse «una mezz'ora di puro intrattenimento».